# Оук-Брук (Іллінойс)
Оук-Брук (англ. Oak Brook) — селище (англ. village) в США, в округах Дюпаж і Кук штату Іллінойс. Населення — 8163 особи (2020).

## Географія
Оук-Брук розташований за координатами 41°50′12″ пн. ш. 87°57′12″ зх. д. / 41.83667° пн. ш. 87.95333° зх. д. (41.836610, -87.953472). За даними Бюро перепису населення США в 2010 році селище мало площу 21,44 км², з яких 20,59 км² — суходіл та 0,85 км² — водойми.

## Демографія
Згідно з переписом 2010 року, у селищі мешкали 7883 особи в 2939 домогосподарствах у складі 2363 родин. Густота населення становила 368 осіб/км². Було 3188 помешкань (149/км²).
Расовий склад населення:
| - 71,8 % — білих - 23,2 % — азіатів - 2,0 % — чорних або афроамериканців - 0,1 % — корінних американців |

До двох чи більше рас належало 2,2 %. Частка іспаномовних становила 4,3 % від усіх жителів.
За віковим діапазоном населення розподілялося таким чином: 17,8 % — особи молодші 18 років, 52,9 % — особи у віці 18—64 років, 29,3 % — особи у віці 65 років та старші. Медіана віку мешканця становила 54,5 року. На 100 осіб жіночої статі у селищі припадало 92,0 чоловіків; на 100 жінок у віці від 18 років та старших — 88,8 чоловіків також старших 18 років.
Середній дохід на одне домашнє господарство становив 222 138 доларів США (медіана — 132 778), а середній дохід на одну сім'ю — 255 810 доларів (медіана — 152 273). За межею бідності перебувало 3,8 % осіб, у тому числі 7,2 % дітей у віці до 18 років та 2,7 % осіб у віці 65 років та старших.
Цивільне працевлаштоване населення становило 3384 особи. Основні галузі зайнятості: освіта, охорона здоров'я та соціальна допомога — 35,5 %, науковці, спеціалісти, менеджери — 13,2 %, роздрібна торгівля — 11,3 %, фінанси, страхування та нерухомість — 9,9 %.

## Цікавинки
Тут відбувається дія серії «Цілком таємно» «Обопільне божевілля».